# Api Qiliho
Apimeleki Nadoki Qiliho (* 1945 in Rukurukulevu, Tikina o Cuvu, Provinz Nadroga-Navosa) ist ein indigener Fidschianer aus der Provinz (yasana) Nadroga-Navosa in Fidschi und ein pensionierter anglikanischer Bischof.

## Leben
Qiliho kommt aus dem Dorf Rukurukulevu im Distrikt (tikina) Cuvu in der Provinz Nadroga-Navosa,. Er lebte einige Zeit in Lautoka, der Hauptstadt der Western Division. Dort konvertierte er von seiner angestammten methodistischen Konfession, der Methodist Church in Fiji and Rotuma, zum Anglikanismus. Dann entschied er sich Priester zu werden.

## Karriere
Qiliho begann seine Ausbildung als anglikanischer Priester Anfang der 1960er und durchlief Stationen in Suva und Hamilton, Neuseeland. Dann hatte er Posten in Parishes von Fidsch, unter anderem Levuka. Unter Bischof  Jabez Bryce wurde er zunächst Vicar general an der Holy Trinity Cathedral und dann Bischof von Vanua Levu und Taveuni.

## Bischofsamt
Qiliho wurde am 10. April 2005 zum „Bischof in Vanua Levu und Taveuni“ in der Diocese of Polynesia der Anglican Church in Aotearoa, New Zealand and Polynesia geweiht. Damit schrieb er Kirchengeschichte, indem er der erste einheimische fidschianische Bischof dieser Konfession wurde. Er wirkte als einer von drei Suffraganbischöfen (die alle am selben Tag geweiht worden waren). Sie unterstanden dem Bischof von Polynesien Jabez Bryce. Die Diözese umfasst Fidschi, Samoa, Tonga und die Cookinseln. Nachdem sein Freund Gabriel Sharma als Bischof von Viti Levu West zurückgetreten war, übernahm Qiliho auch dort die bischöflichen Aufgaben ab 2014; 2017 wurde er dann Assistant Bishop of the Diocese bis zu seiner Emeritierung im August 2018.
Neben seinem Amt diente er noch in zahlreichen kirchlichen und nichtkirchlichen Organisationen wie dem Pacific Council Of Churches, dem Fiji Council of Churches und als Präsident der Pacific/Fiji Bible Society. Er arbeitete auch mit verschiedenen AIDS-, Jugend- und Nichtregierungsorganisationen in Fidschi und der Region. Gelegentlich verfasste Apimeleki Qiliho auch Zeitungs-Kolumnen für die Zeitung Fiji Times.

## Familie
Apimeleki Qiliho lebt in Labasa auf Vanua Levu und ist gegenwärtig mit Taomi Tapu Qiliho verheiratet. Davor war er verheiratet mit Litiana Rika, die 1997 verstarb. Er hat vier Kinder und acht Enkel.